# Iassénskaia Pereprava
Iassénskaia Pereprava - Ясенская Перепр́ава (rus) és un possiólok del krai de Krasnodar, a Rússia. Es troba al cordó litoral de Iassénskaia, entre el llac Khànskoie i el liman Beissúgskoie, molt a prop de la costa de la mar d'Azov, a 50 km al sud de Ieisk i a 146 km al nord-oest de Krasnodar, la capital.
Pertany al municipi de Iassénskaia.